# Stena Line
Stena Line ist eine schwedische Reederei und eines der größten Fährunternehmen der Welt. Die Stena Line AB ist eine Tochtergesellschaft des Hauptkonzerns Stena AB und hat ihren Sitz in Göteborg. Sie ist aktiv in Skandinavien, Großbritannien–Irland und dem Baltikum. Die Reederei besitzt 35 Fährschiffe, 2016 wurden mit diesen 7,3 Millionen Passagiere, 1,6 Millionen Fahrzeuge und 2 Millionen Ladeeinheiten transportiert. Die Stena Line bedient 20 Routen zwischen den Niederlanden und Großbritannien, auf der Irischen See sowie auf der Ostsee zwischen Dänemark, Schweden, Deutschland, Polen, Lettland und Finnland.

## Geschichte

Die Skagen I, 1914 gebaut

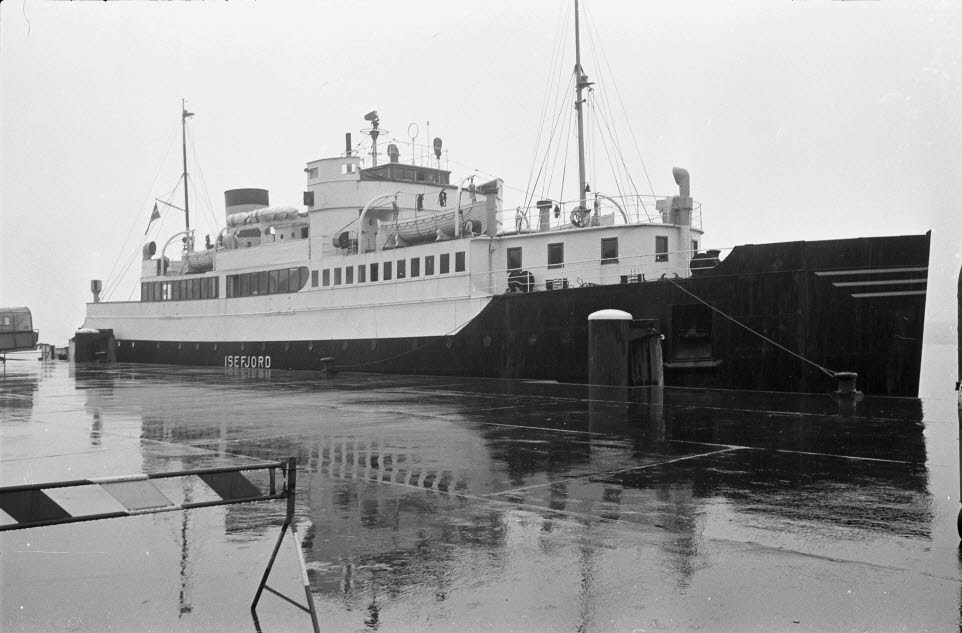
Die Islefjord (1935)

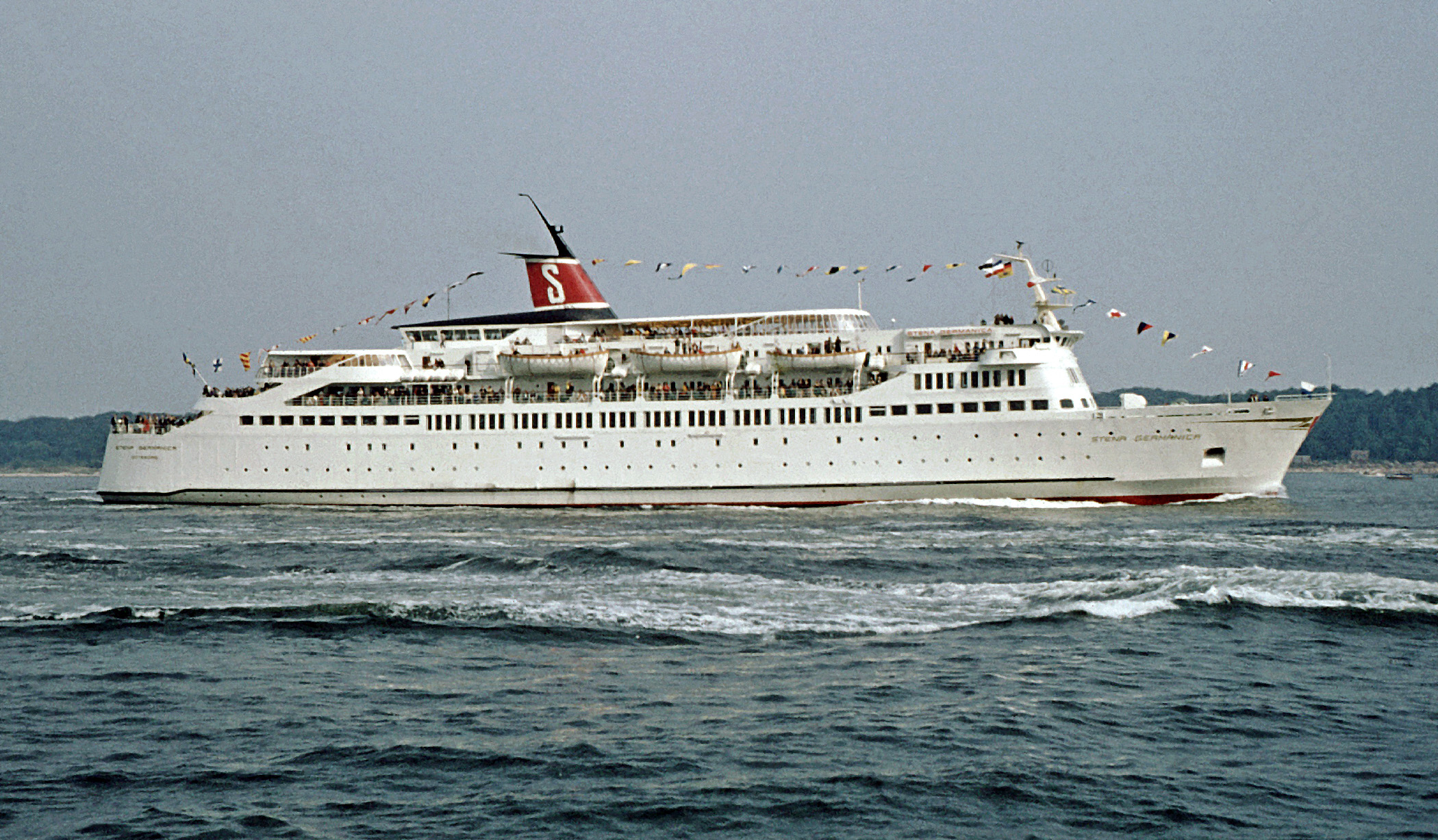
Die Stena Germanica, 1967–1979 im Einsatz

Der von der Insel Donsö im südlichen Göteborger Schärengarten stammende Sten Allan Olsson (1916–2013) gründete 1939 die Sten A Olssons Metallprodukter, daraus entwickelte sich die heutige Stena AB. 1946 erwarb er die erste Fähre und stieg ins Reedereigeschäft ein, die eigentliche Stena Line wurde 1962 mit der Übernahme der Skagenlinjen von Göteborg nach Skagen gegründet. 1967 wurde die Route Kiel – Göteborg eröffnet, 1982 fusionierten die Sessanlinjen und Stena Line zur Stena Sessan Line (ein Jahr später folgte die Rückänderung in Stena Line) unter dem neuen Vorstand Dan Sten Olsson. In den 1980er Jahren wurde das Geschäft um weitere Routen erweitert und 1988 ging das Unternehmen an die Stockholmer Börse.

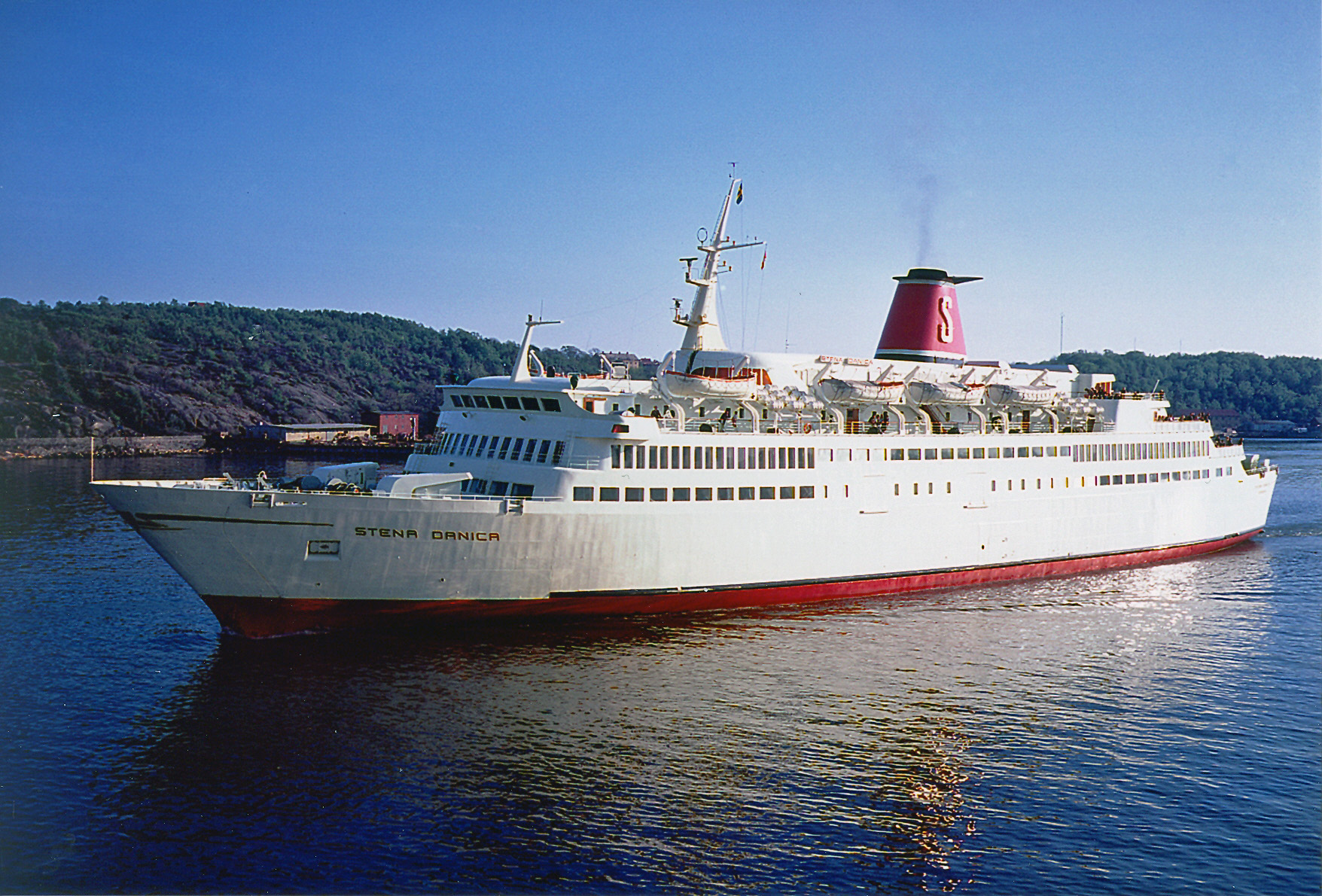
Die Stena Danica aus dem Jahr 1969

Mitte der 1990er Jahre begann Stena Line mit dem Betrieb auf dem Ärmelkanal und es wurden die ersten Hochgeschwindigkeitsfähren des Typs High-Speed Sea Service in Dienst gestellt, die Stena Explorer war bis zu 80 km/h schnell und der größte Katamaran der Welt. 1999 endete der Duty-free-Verkauf in der EU, dies wirkte sich negativ auf die Fährreedereien aus. 2001 ging die Stena Line wieder vollständig in Privatbesitz und zog sich von der Stockholmer Börse zurück.

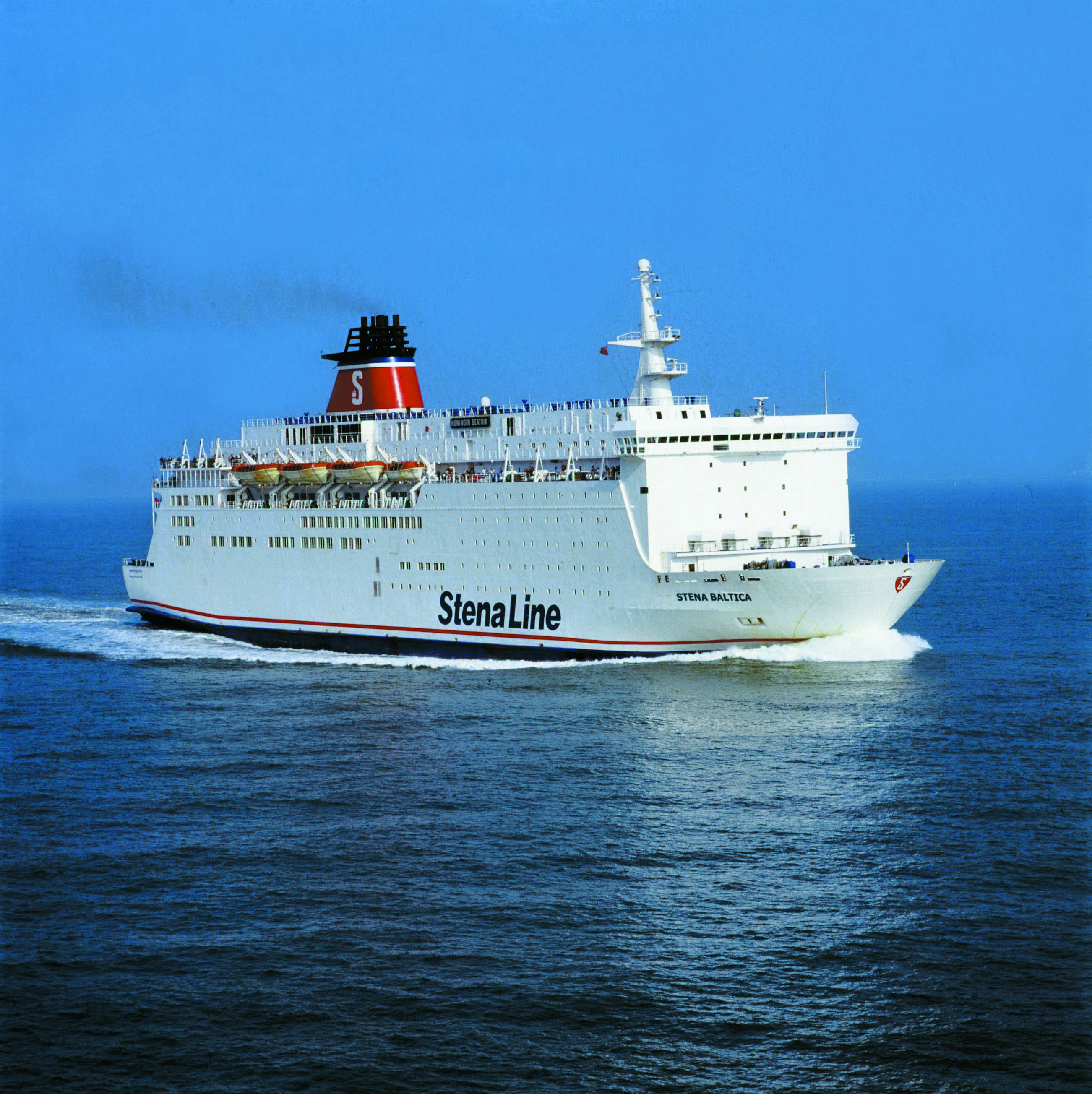
Die 1986 in Dienst gestellte Stena Baltica

Stena Line baute verstärkt das Frachtgeschäft aus, so wurden Routen auf der Nordsee und der Irischen See erworben. 2012 kaufte man die Frachtrouten von Scandlines (unter anderem die Königslinie), 1999 war bereits die schwedische Scandlines AB gekauft worden. Anfang 2013 wurde Stena Sea Line gegründet, die eine Fährroute im Schwarzen Meer zwischen Derince, Istanbul und Tschornomorsk übernahm und die Stena Daea Line, die eine Route zwischen Wladiwostok, Zarubino und Sokcho in Russland und Südkorea betrieb, diese wurde inzwischen wieder eingestellt.
Aufgrund der hohen Nachfrage auf der Route Karlskrona – Gdynia setzt die Stena Line seit 2013 eine dritte Fähre ein, zunächst die Stena Alegra, die aber im September aufgrund starker Sicherheitsmängel festgesetzt wurde. Das Schiff wurde in Gdynia aufgelegt und anschließend nach Neuseeland verchartert. Am 24. November 2013 wurde die Stena Baltica, die ehemalige Mersey Viking, in Dienst gestellt, die die Route seit dem 24. November 2013 bediente.
Auf der Königslinie Sassnitz – Trelleborg wurde ab Juli 2014 die Eisenbahntrajektierung wegen rückläufigen Güterverkehrsaufkommens eingeschränkt und das Fährschiff Trelleborg außer Betrieb genommen, aufgelegt und schließlich Anfang 2016 verkauft. Der Schienengüterverkehr wird seitdem über die Route Rostock – Trelleborg abgewickelt. 2020 wurde auch die Sassnitz abgezogen und diese Fährverbindung aufgegeben.
2016 wurden vier Schiffe der E-Flexer-Klasse bei AVIC-Weihai bestellt. Die Stena Estrid als erstes Schiff der Klasse ist seit Anfang 2020 zwischen Holyhead und Dublin in der Irischen See in Fahrt.

## Linien und Schiffe
Im Jahr 2011 waren auf 19 eigenen Routen in Skandinavien und um Großbritannien insgesamt 32 Fährschiffe unterwegs. Seit 2013 betreibt Stena Line weltweit 23 Routen. Die bei der Übernahme von Scandlines Mitte 2012 erworbenen Fähren Trelleborg, Skåne, Sassnitz, Mecklenburg-Vorpommern und Ask sowie die gecharterten Schiffe Scottish Viking, Urd und Watling Street wurden in die Stena-Line-Farben umlackiert. Die Watling Street bekam den neuen Namen Stena Flavia.
Es werden folgende Routen befahren:

### Ostsee

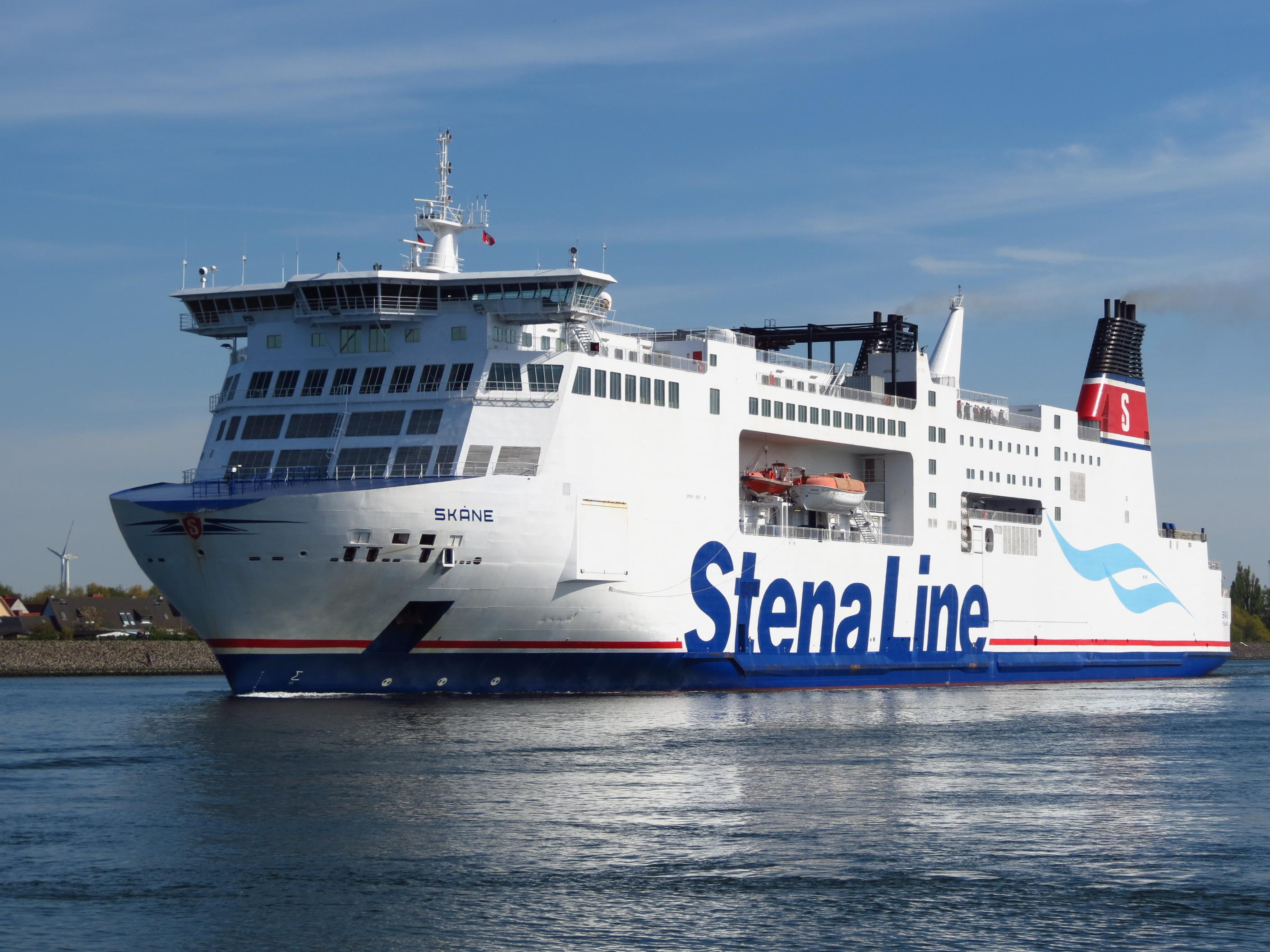
Die Skåne

| Route                                                  | Schiffe                                                                                           | Dauer         | Länge (ca.) |
| ------------------------------------------------------ | ------------------------------------------------------------------------------------------------- | ------------- | ----------- |
| Göteborg – Frederikshavn                               | Stena Danica, Stena Jutlantica, Stena Vinga                                                       | 3:15–3:45 h   | 090 km      |
| Halmstad – Grenå                                       | Stena Nautica                                                                                     | 4:35–4:55 h   | 110 km      |
| Kiel – Göteborg                                        | Stena Germanica, Stena Scandinavica                                                               | 14:30–15:30 h | 430 km      |
| Rostock – Trelleborg                                   | Mecklenburg-Vorpommern, Skåne                                                                     | 6:00–8:25 h   | 150 km      |
| Travemünde – (Karlskrona ← einmal wöchentlich) Liepāja | Stena Horizon, Stena Flavia                                                                       | 25:30–28:00 h | 760 km      |
| Nynäshamn – Ventspils                                  | Stena Baltica, Stena Scandica (Havarie am 29.8.2022 durch Brand, Stromausfall, kurz Motorausfall) | 8:30–10:00 h  | 300 km      |
| Karlskrona – Gdynia                                    | Stena Spirit, Stena Estelle, Stena Ebba                                                           | 10:30 h       | 350 km      |

### Nordsee

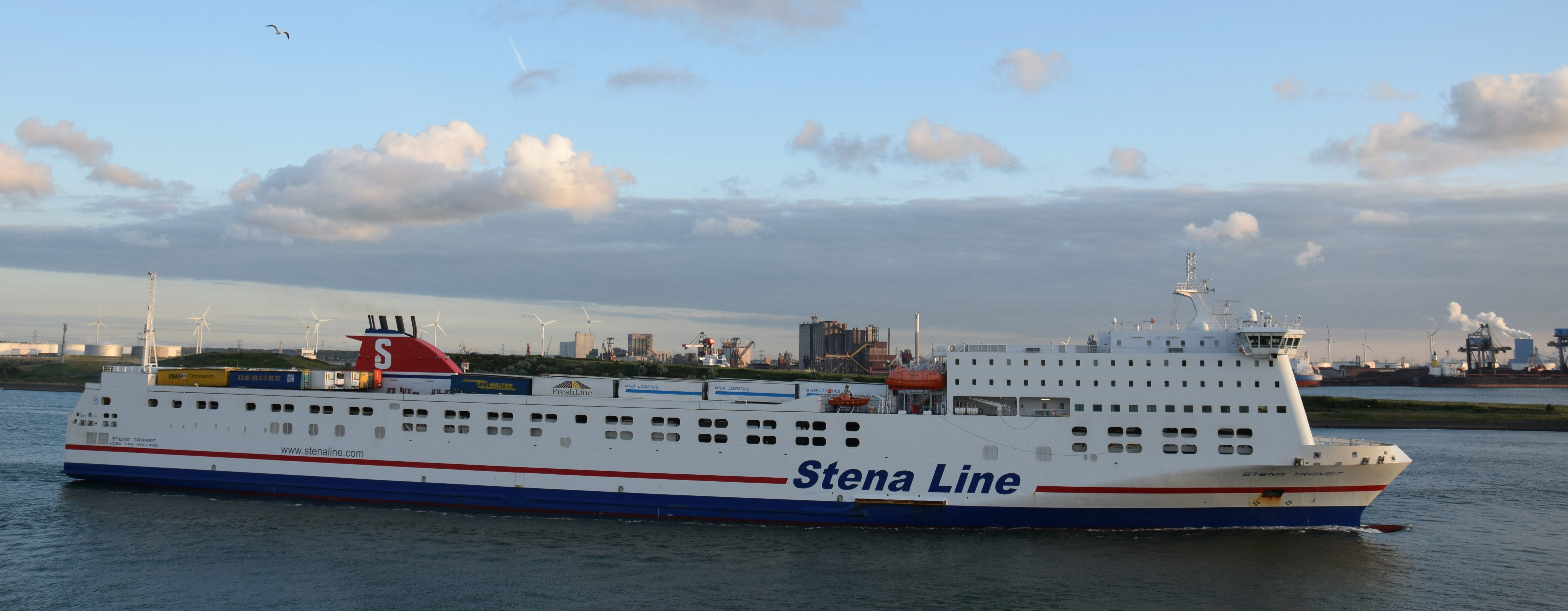
Die Stena Transit

| Route                           | Schiffe                            | Dauer        | Länge (ca.) | betrieben von      |
| ------------------------------- | ---------------------------------- | ------------ | ----------- | ------------------ |
| Hoek van Holland – Harwich      | Stena Britannica, Stena Hollandica | 6:30–10:30 h | 220 km      | Stena Line Holland |
| Rotterdam – Harwich             | Somerset, Misana (bis Januar 2020) |              |             | Stena Line Holland |
| Hoek van Holland – Killingholme | Stena Transit, Stena Transporter   |              |             | Stena Line Holland |
| Rotterdam – Killingholme        | Stena Forerunner, Hatche           |              |             |                    |

### Irische See

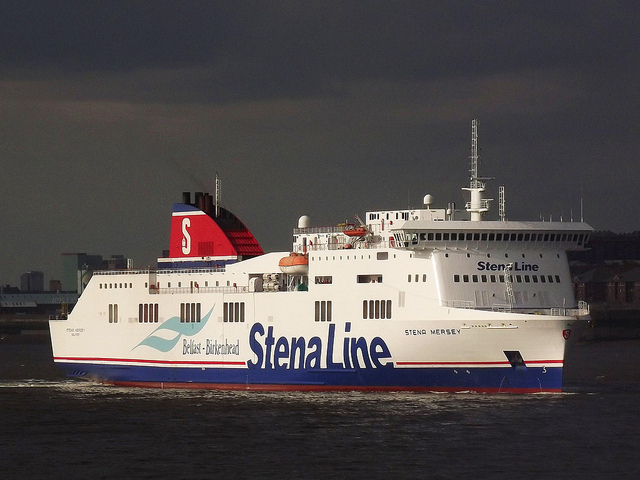
Stena Mersey

| Route                           | Schiffe                                                                                      | Dauer       | Länge (ca.) |
| ------------------------------- | -------------------------------------------------------------------------------------------- | ----------- | ----------- |
| Belfast – Cairnryan (Stranraer) | Stena Superfast VII, Stena Superfast VIII                                                    | 2:15 h      | 060 km      |
| Belfast – Birkenhead            | Stena Edda, Stena Embla, Stena Forwarder                                                     | 8:00–8:30 h | 260 km      |
| Belfast – Heysham               | Stena Hibernia, Stena Scotia ab Herbst 2025 Stena Futura und ab Frühjahr 2026 Stena Connecta |             |             |
| Dublin – Holyhead               | Stena Adventurer, Stena Estrid                                                               | 3:15 h      | 110 km      |
| Fishguard – Rosslare            | Stena Europe                                                                                 | 3:15 h      | 110 km      |
| Dublin – Birkenhead             | Stena Nordica                                                                                |             |             |

### Keltische See
| Route                | Schiffe      | Dauer         | Länge (ca.) |
| -------------------- | ------------ | ------------- | ----------- |
| Cherbourg – Rosslare | Stena Vision | 17:00–18:20 h |             |

### Schwarzes Meer
| Route                                 | Schiffe     | Länge (ca.)   |
| ------------------------------------- | ----------- | ------------- |
| Haydarpasa – Istanbul – Tschornomorsk | Sea Partner | 80 km, 610 km |

## Coronavirus-Krise
Aufgrund der Verbreitung des Coronavirus ist der Passagierverkehr auf der Ostsee zeitweise unterbrochen worden, der Frachtverkehr wurde während der Unterbrechung weiter durchgeführt. Am 16. März 2020 wurde bekannt, dass 750 Mitarbeiter auf den Passagierfähren und 200 in der Verwaltung in Schweden entlassen werden sollen.